# Chilenische Volleyballnationalmannschaft der Männer
Die chilenische Volleyballnationalmannschaft der Männer ist eine Auswahl der besten chilenischen Spieler, welche die Federación de Voleibol de Chile bei internationalen Turnieren und Länderspielen repräsentiert.

## Geschichte

### Weltmeisterschaft
Bei ihrer bislang einzigen Teilnahme an einer Volleyball-Weltmeisterschaft landete Chile 1982 auf dem 23. Platz.

### Olympische Spiele
Eine chilenische Volleyballnationalmannschaft der Männer konnte sich noch nie für Olympische Spiele qualifizieren.

### Südamerikameisterschaft
Bei den Volleyball-Südamerikameisterschaften 1956 und 1958 wurde Chile jeweils Fünfter. Das gleiche Ergebnis gab es 1962 im eigenen Land. Fünf Jahre später konnten die Chilenen ihre erste Bronzemedaille gewinnen. Es folgten drei vierte Plätze. 1975 reichte es nur zum sechsten Rang, 1979 war Chile wieder Vierter. 1981 als Gastgeber und 1983 gewannen die Chilenen erneut Bronze. Nach zwei verpassten Turnieren und zwei fünften Plätzen wiederholten sie diesen Erfolg 1993. In den nächsten Jahren wurden sie zweimal Vierter und dreimal Sechster. Nach dem fünften Rang 2005 fanden die Titelkämpfe 2007 zum dritten Mal in Chile statt und der Gastgeber erreichte den vierten Platz.

### World Cup
Beim World Cup 1995 belegte Chile den zwölften Platz.

### Weltliga
Die Weltliga fand bisher ohne chilenische Beteiligung statt.